# Bob Monkhouse
Robert Alan Monkhouse, dit Bob Monkhouse, est un acteur et scénariste britannique, né le 1er juin 1928 à Beckenham (Royaume-Uni) et mort le 29 décembre 2003 à Eggington (Bedfordshire, Royaume-Uni).

## Filmographie

### comme acteur
- 1952 : Secret People : Hairdresser
- 1954 : Fast and Loose (série télévisée)
- 1957 : My Pal Bob (série télévisée) : Bob Monkhouse
- 1957 : Beat Up the Town (TV)
- 1958 : Allez-y, sergent! (Carry on Sergeant) : Charlie Sage
- 1960 : Dentist in the Chair : David Cookson
- 1961 : Dentist on the Job : David Cookson
- 1962 : A Weekend with Lulu : Fred
- 1962 : She'll Have to Go : Francis Oberon
- 1964 : The Big Noise (série télévisée) : Bob Mason
- 1966 : Mad Movies (série télévisée) : Host
- 1966 : Thunderbirds et l'odyssée du cosmos (Thunderbirds Are GO) : Space Navigator Brad Newman / Swinging Star Compere (voix)
- 1968 : Un amant dans le grenier (The Bliss of Mrs. Blossom) : le docteur Taylor
- 1969 : Friends in High Places (TV) : George Gosling
- 1970 : Simon Simon : Photographer
- 1977 : I'm Bob, He's Dickie (série télévisée)
- 1979 : Bonkers! (série télévisée) : Regular Performer
- 1993 : All or Nothing at All (TV) : Giles
- 2000 : Aaagh! It's the Mr. Hell Show! (série télévisée) : Mr. Hell (voix)

### comme scénariste
- 1994 : Bob Monkhouse Exposes Himself (vidéo)
- 1994 : An Audience with Bob Monkhouse (TV)
- 1995 : Bob Monkhouse: Live and Forbidden (vidéo)
- 1998 : Bob Monkhouse: Over the Limit (TV)
- 2003 : Bob Hope at 100 (TV)